# Microscopie
Pour les articles homonymes, voir Microscope.

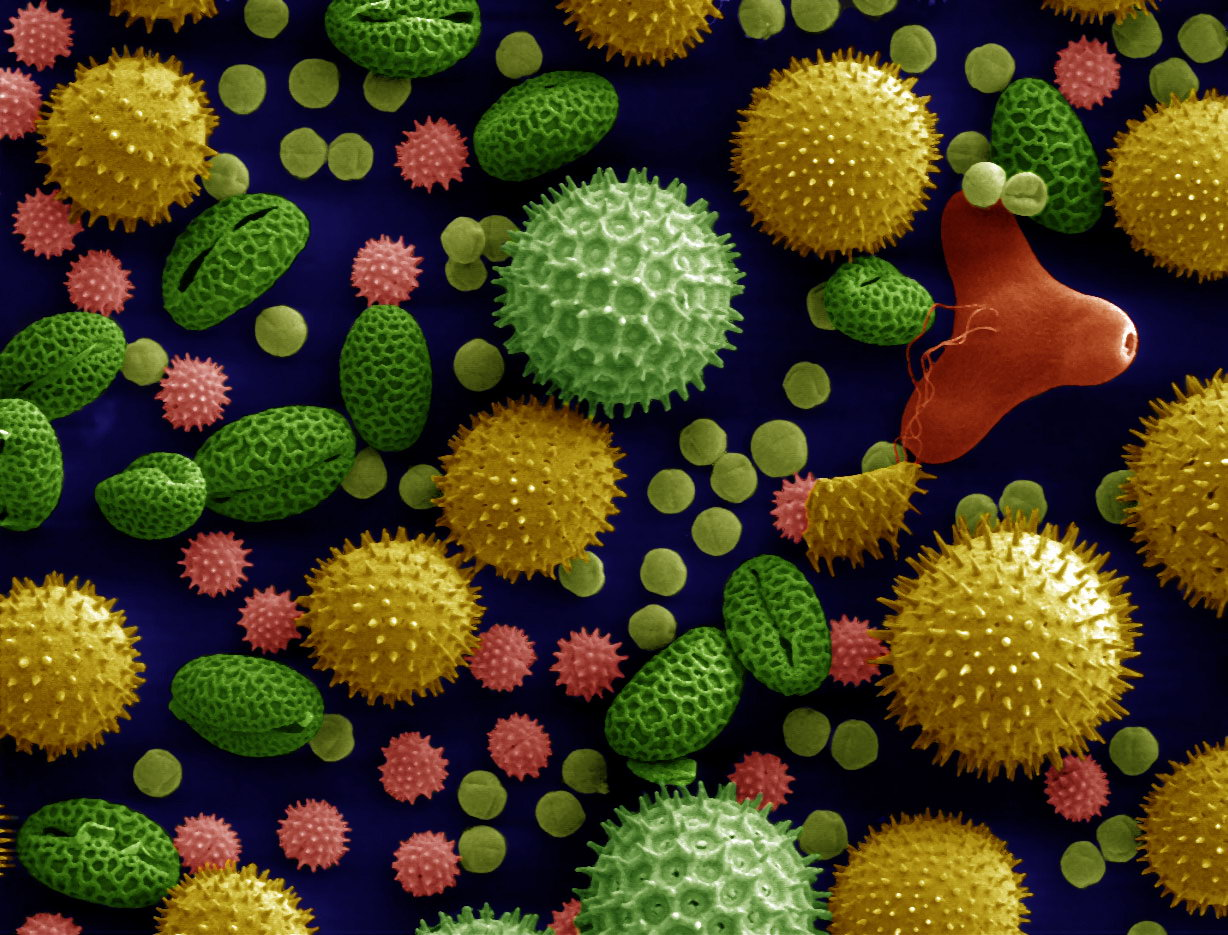
Image de diverses sortes de pollens prise au microscope électronique à balayage, en fausses couleurs

La microscopie est un ensemble de techniques d'imagerie des objets de petites dimensions. Quelle que soit la technique employée, l'appareil utilisé pour rendre possible cette observation est appelé un microscope .
Des mots grecs anciens mikros et skopein signifiant respectivement « petit » et « examiner », la microscopie désigne étymologiquement l'observation d'objets invisibles à l'œil nu. On distingue principalement trois types de microscopies : la microscopie optique, la microscopie électronique et la microscopie à sonde locale. En microscopie optique et électronique, un faisceau lumineux ou un faisceau d'électrons interagit avec l'objet à observer et est recueilli par un détecteur (œil, caméra...) alors qu'en microscopie à sonde locale, un capteur sonde directement la surface de l'objet.
Rendant possible l'imagerie jusqu'à l'échelle atomique, la microscopie est aujourd'hui utilisée dans de nombreuses disciplines scientifiques ; son développement a, par exemple, révolutionné la biologie en rendant accessible le monde cellulaire.

## Principaux types de microscopie

### Microscopie optique
Cette technique consiste à grossir l'image optique d'un objet de petites dimensions en plaçant, entre l'objet et le détecteur, un microscope optique. Cet appareil utilise des lentilles optiques pour former l'image en contrôlant le faisceau lumineux et (sur certains microscopes) pour illuminer l'échantillon.
Le fait que l'on puisse modifier de nombreux paramètres (type d'éclairage, polarisation, filtrage spectral, filtrage spatial...) confère de nombreuses possibilités à cette technique d'imagerie (microscopie confocale, microscopie à fluorescence...)
Les meilleurs microscopes optiques sont limités à un grossissement de 2000 fois.

### Microscopie électronique
En microscopie électronique l'irradiation de l'échantillon se fait avec un faisceau d'électrons. Les microscopes électroniques utilisent des lentilles électrostatiques et des lentilles magnétiques pour former l'image en contrôlant le faisceau d'électrons et le faire converger sur un plan particulier par rapport à l'échantillon.
Les microscopes électroniques ont un plus grand pouvoir de résolution que les microscopes optiques et  peuvent obtenir des grossissements beaucoup plus élevés allant jusqu'à 2 millions de fois.
Les deux types de microscopes, électronique et optique, ont une résolution limite, imposée par la longueur d'onde du rayonnement qu'ils utilisent.
La résolution et le grossissement plus grands du microscope électronique sont dus au fait que la longueur d'onde d'un électron (longueur d'onde de de Broglie) est beaucoup plus petite que celle d'un photon de lumière visible.

### Microscopie à sonde locale

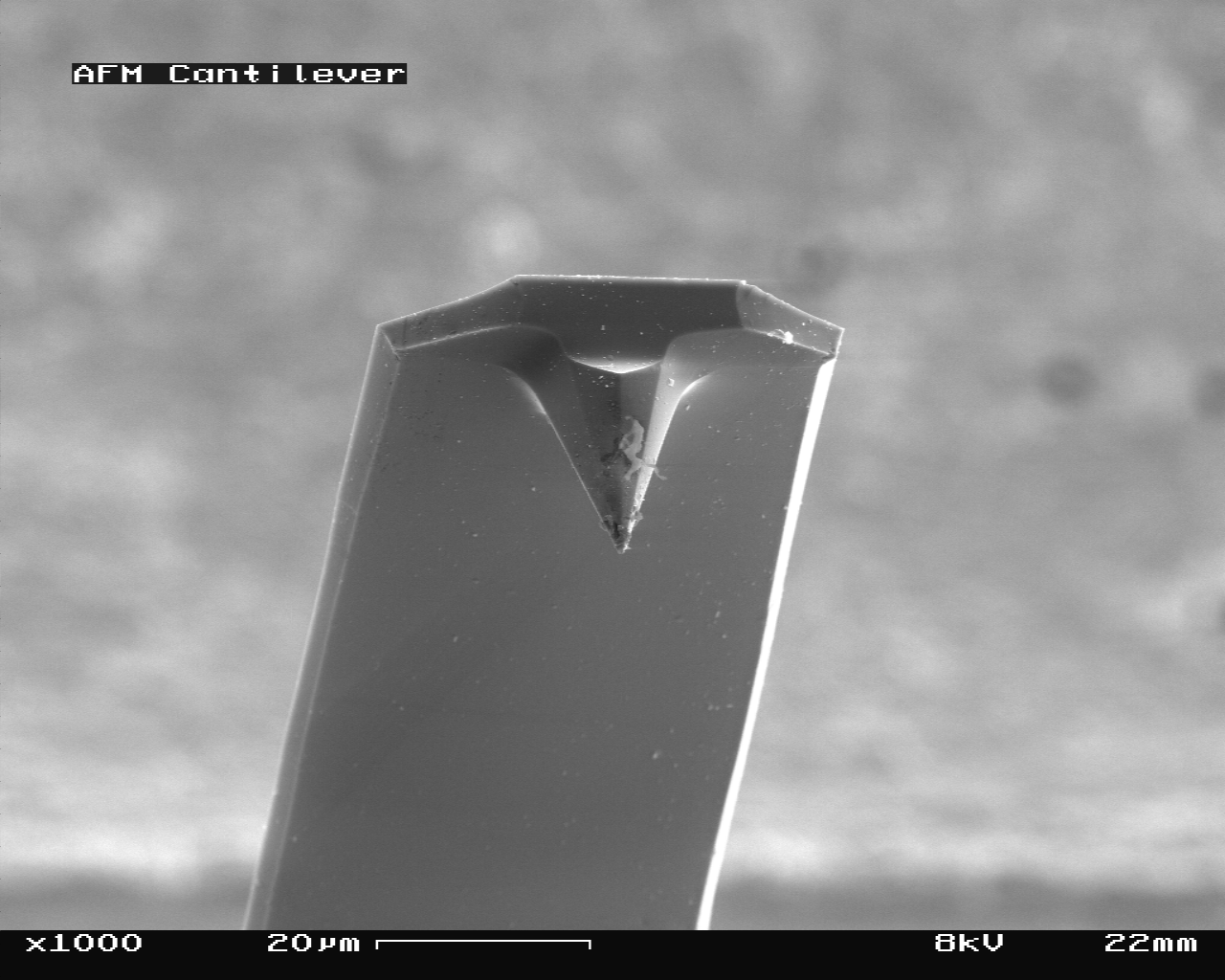
Pointe d'un microscope à force atomique (résolution 1 μm)

Cette technique d'imagerie, plus récente, est assez différente des deux premières puisqu'elle consiste à approcher une sonde (pointe) de la surface d'un objet pour en obtenir les caractéristiques.
Les microscopes à sondes locales peuvent déterminer la topographie de la surface d'un échantillon (microscope à force atomique) ou encore la densité d'états électroniques de surfaces conductrices (microscope à effet tunnel). Par ailleurs, l'utilisation d'une sonde peut permettre de collecter des ondes évanescentes confinées au voisinage d'une surface (microscope optique en champ proche).
La sonde balaye la surface de l'échantillon à représenter ce qui impose l'observation de surfaces relativement planes.
Suivant le microscope utilisé la résolution spatiale peut atteindre l'échelle atomique.

### Microscopie à métalentilles
Récemment, un substitut aux lentilles optiques classiques a été mis au point et testé avec succès. Il s'agit d'une sorte de puce plate et transparente (en deux dimensions donc) formant une « métalentille » sur laquelle a été déposé un réseau d'ailettes métalliques (TiO) nanométriques. Ce dispositif qui permet déjà en laboratoire une image de qualité à un grossissement 170 ×, pourrait à l'avenir permettre de produire des lentilles très petites, plates, et très légères, sans doute moins chères que les bonnes lentilles faites en verres spéciaux polis.  Des microscopes, mais aussi des appareils photo, téléphones portables ou des lentilles de contact spéciales ou des micro- ou nanodrones pourraient en être équipés. La microscopie laser, diverses formes d'imagerie et la spectroscopie pourraient en bénéficier. De telles pseudolentilles pourraient aussi améliorer les réseaux nanophotoniques. Ces dispositifs doivent encore être améliorés pour ne pas distordre les "couleurs" ou permettre de voir un plus large spectre de longueurs d'onde à partir d'une même « métalentille ».